# DAPHNE
Daphne (Eigenschreibweise DAPHNE) ist ein freier Emulator, welcher eine Vielzahl von Laserdisc-Spielen unterstützt. Hintergrund ist die Erhaltung dieser Spiele, unter Beibehaltung einer möglichst originalgetreuen Spielerfahrung.
Die Software ist verfügbar für die Betriebssysteme Microsoft Windows, Linux und macOS, und besteht aus einer Kommandozeilenanwendung (dem Emulator Daphne selbst) sowie der grafischen Oberfläche (DaphneLoader), welche Konfigurieren und Starten einfacher macht. Daphne ist in der Lage die Videos der Spiele abzuspielen, entweder durch das Spielen von MPEG Videodateien auf dem Computer, oder durch die Ansteuerung diverser Laserdisc-Abspielgeräte über die serielle Schnittstelle. Wie bei anderen Videospielgeräten braucht Daphne ROMs, um die Spiele abspielen zu können. Diese ROMs können entweder aus den Original-Videospielmaschinen stammen, oder von Fans, welche z. B. die ROMs für die populärsten Spiele, Dragon’s Lair und Space Ace, angepasst haben, um den Spielverlauf zu ändern, Fehler zu beheben oder entfernte Sequenzen wieder einzuführen.
Ab Version 1.0 beta wird das Daphne-Projekt von Digital Leisure unterstützt, dem aktuellen Rechteinhaber für verschiedene Laserdisc-Titel wie z. B. Dragon’s Lair und Space Ace, welche es Besitzern legaler Originale auf DVD gestattet, Versionen herunterzuladen, die in Daphne funktionieren.

## Unterstützte Spiele
- Astron Belt
- Badlands
- Bega’s Battle
- Cliff Hanger
- Cobra Command
- Dragon’s Lair
- Dragon’s Lair II: Time Warp
- Esh’s Aurunmilla
- Galaxy Ranger
- GP World
- Interstellar
- M.A.C.H. 3
- Road Blaster
- Space Ace
- Star Blazer
- Super Don Quix-ote
- Thayer’s Quest
- Us vs. Them